# Yu Tao (zapaśnik)
Yu Tao (ur. 1 stycznia 1975) – chiński zapaśnik walczący w stylu wolnym. Zajął szóste miejsce na mistrzostwach świata w 1993. Piąty na igrzyskach azjatyckich w 1994 i na mistrzostwach Azji w 1992. Srebrny medalista igrzysk Azji Wschodniej w 1997 roku.